# Marjiwka (Nikopol, Marhanez)
Marjiwka (ukrainisch Мар'ївка; russisch Марьевка Marjewka) ist eine Siedlung städtischen Typs in der Ukraine mit etwa 370 Einwohnern (2018).
Die Siedlung in der zentralukrainischen Oblast Dnipropetrowsk liegt am Nordufer des zum Kachowkaer Stausee angestauten Dnepr und grenzt im Norden an die Stadt Marhanez.
Am 29. November 2018 wurde die Siedlung ein Teil der neugegründeten Stadtgemeinde Marhanez, bis dahin war sie ein Teil der Stadtratsgemeinde Marhanez unter Oblastverwaltung im Südosten des ihn umgebenden Rajons Nikopol.
Am 17. Juli 2020 kam es im Zuge einer großen Rajonsreform zum Anschluss des Rajonsgebietes an den Rajon Nikopol.